# Jean-Étienne-Marie Portalis
Pour les autres membres de la famille, voir Famille Portalis.
 (avril 2018).
Jean-Étienne-Marie Portalis, dit Portalis l'Ancien, né le 1er avril 1746 au Beausset (Var) et mort le 25 août 1807 à Paris, est un avocat, jurisconsulte, philosophe du droit et homme d'État français, par ailleurs académicien et grand aigle de la Légion d'honneur (1805).
Il est notamment connu pour avoir été sous Napoléon l'un des rédacteurs du Code civil des Français de 1804, avec les juristes Tronchet, Bigot de Préameneu et Maleville, qui institue une « législation uniforme, sorte de synthèse du droit d'Ancien Régime et des idées nouvelles » de la Révolution de 1789.
Il a également participé à l'application du régime concordataire, conclu en 1801 avec le pape Pie VII, en tant que ministre des Cultes lors des premières années du Premier Empire napoléonien, permettant ainsi le retour d'une paix civile.

## Biographie

### Formation d'avocat
Issu d'une vieille famille bourgeoise, fils d'Étienne Marie Portalis, notaire royal au Beausset, syndic de la noblesse, professeur de droit, et de Marie David, Jean-Étienne-Marie Portalis étudie chez les Oratoriens de Toulon puis de Marseille, et suit les cours de l’École de droit d'Aix-en-Provence.
En même temps, il débute dans les lettres par un essai intitulé Observations sur l'ouvrage intitulé Émile ou de l'éducation (1763), et par une brochure qui fait quelque bruit dans sa province : Des préjugés.
Reçu avocat en 1765, il débute avec succès au barreau d'Aix, il ne tarde pas à s'imposer parmi les tout premiers jurisconsultes de Provence. Il se forge très vite une réputation, exerçant ses talents dans plusieurs procès retentissants comme celui contre Beaumarchais (auteur du Mariage de Figaro) ou celui de Mirabeau. Son modèle intellectuel est d'Aguesseau. Portalis se fait surtout remarquer, dans les discussions, par la simplicité qu'il apporte à ses plaidoiries : c'était rompre avec les traditions, les vieux avocats blâmèrent le ton du débutant, qui riposta, dit-on, avec vivacité : « C'est le barreau qui a besoin de changer d'allure, et non pas moi ! »
La science juridique de Portalis se révèle pour la première fois dans un écrit intitulé : Sur la distinction des deux puissances, écrit composé à l'occasion d'une lutte engagée par le clergé contre le parlement d'Aix : l'auteur est l'objet de violentes attaques, mais se défend. Une consultation qu'il publie en 1770, à la demande de M. de Choiseul, sur la validité des mariages des protestants en France, lui vaut des éloges de Voltaire, et le désigne bientôt pour les fonctions d'assesseur d'Aix.
Mais sa première vraie célébrité lui vient de sa défense de la cause de la comtesse de Mirabeau, plaidant en séparation de corps contre son mari, le célèbre comte de Mirabeau, qui se défend lui-même. En cette année 1783 on parle de ce procès jusqu'à Paris, il lui vaut une rancune à vie de la part du comte de Mirabeau, battu.
Il est initié franc-maçon à 22 ans puis rejoint la loge les Arts et l'Amitié à l'Orient d'Aix-en-Provence dont il est successivement orateur puis vénérable,.
En 1787, Portalis devient le second des quatre administrateurs électifs de la province de Provence, connus sous le nom de procureurs du pays. L'année suivante, il rédige, au nom de l'ordre des avocats du parlement d'Aix, une Lettre au garde des sceaux contre les tentatives de l'archevêque de Sens, Loménie de Brienne, pour amener un changement dans la constitution du royaume et le rétablissement des états de Provence. Cette lettre est bientôt suivie d'un autre écrit sur le même sujet, intitulé : Examen impartial des édits du 8 mai 1788.

### Révolution
Le jeune avocat est en possession d'une belle situation dans sa province quand éclate la Révolution.
Lorsque les États généraux sont convoqués par Louis XVI, il évoque l'idée de se présenter comme député d'Aix, soutenu par de nombreux membres du parlement de Provence. La candidature de Mirabeau, au nom du tiers état, le décide à se présenter à Toulon. Mais il doit également renoncer. Il adopte tout de même les idées révolutionnaires de 1789 qu'il défend au parlement de Provence et au conseil municipal d'Aix.
Tant l'inimitié de Mirabeau à son égard que le peu d'enthousiasme qu'il semble avoir manifesté pour les idées nouvelles, éloignent Portalis de l'Assemblée constituante.
Dans les premiers mois de 1790, il refuse d'être commissaire du roi pour l'organisation d'un des trois départements formés de l'ancienne Provence. Se présentant comme un monarchiste constitutionnel, il est élu au comité central d'organisation des gardes nationales. Mais très vite, il se détache des « excès » de la révolution. De nombreuses émeutes (souvent organisées par les partisans de Mirabeau) agitent la Provence. Lui-même a la vie menacée à plusieurs reprises. Le 27 septembre, il se retire avec les siens dans sa propriété des Pradeaux de Saint-Cyr-sur-Mer et y demeure à l'écart des affaires jusqu'en février 1792. Il arrête également sa carrière d'avocat.
Avec la fuite du roi à Varennes et la prise de pouvoir par les révolutionnaires radicaux aux élections de 1792, la situation change et être tenu pour royaliste (même constitutionnel) l'oblige à se réfugier à Lyon où il redevient avocat, tout en restant prudent sur ses propos durant la Terreur. En janvier 1793, en plein procès de Louis XVI, sa nature courageuse (si ce n'est téméraire)[réf. souhaitée] et l'indignation le poussent à rédiger et plaider une défense du Roi devant de nombreuses personnes. À partir de ce moment, il vit traqué, par les armées révolutionnaires et les commissaires de la convention, dans la banlieue de Lyon.
En décembre 1793, le meurtre de son secrétaire à Villeurbanne le pousse à fuir. Il pense que l'anonymat parisien le protégera mais, dénoncé, il est emprisonné dès son arrivée, le 31 décembre. Il doit son salut, comme beaucoup, à la chute de Robespierre, le 9 thermidor an II (27 juillet 1794).

### Directoire
Il se fixe alors à Paris, y reprend l'exercice de sa profession d'avocat et se fait élire, le 28 vendémiaire an IV (1795), député de la Seine au Conseil des Anciens. En même temps, il obtient la majorité dans les Bouches-du-Rhône. Il opte pour Paris et prend place, aux Anciens, dans les rangs du parti contre-révolutionnaire qui fait au Directoire une vive opposition.
Il unit ses efforts à ceux de Joseph Jérôme Siméon (son compatriote et beau-frère), de Barbé-Marbois, de Lebrun et autres, s'oppose à la création d'un ministère de la Police, est secrétaire, puis président de l'assemblée, prend la défense des prêtres et des émigrés, combat la résolution relative aux délits de presse, se prononce en maintes circonstances contre les sociétés populaires, est mêlé à l'affaire de la conspiration de La Villeheurnois, comme devant remplacer Cochon de Lapparent au ministère de la Police, et fait un rapport sur le divorce.
Portalis est, comme royaliste, condamné à la déportation lors du coup d'État du 18 fructidor an V. Il se cache chez le banquier de Lessert à Passy, peut gagner la Suisse, puis le duché de Holstein en Allemagne, où il est hébergé, deux ans durant, par le comte et la comtesse de Reventlow.

### Consulat et Empire
Portalis ne rentre en France qu'après le coup d'État du 18 Brumaire. Le premier Consul, qui estime ses talents, le nomme d'abord commissaire du gouvernement près le Conseil des prises ; puis commissaire, avec Tronchet, Bigot de Préameneu et Maleville, pour la rédaction du Code civil. C'est à Portalis que sont dus le « Discours préliminaire » qui précède le projet de Code civil, et les exposés des motifs des titres du Mariage, de la Propriété, des Contrats aléatoires, etc. : la science, la clarté, l'élégance et la pureté de style dont il fait preuve, ont été souvent admirées, et sa collaboration au Code civil a constamment passé pour son principal titre de gloire.

« Portalis serait l’orateur le plus fleuri et le plus éloquent s’il savait s’arrêter. »

— Napoléon Bonaparte
Conseiller d'État en septembre 1800, il se voit chargé principalement de toutes les affaires concernant les cultes (arrêté du 8 octobre 1801) qu'il réorganise. Portalis prend personnellement la plus grande part au Concordat de 1801 (en tant que conseiller de Bonaparte) conclu avec le pape Pie VII, et aux articles organiques unilatéraux destinés à le compléter et jamais reconnus par le Saint-Siège. Les discours qu'il prononce à cette époque sont empreints des idées de l'Église catholique gallicane.
Quand le comte de Provence fait des ouvertures de restauration à Bonaparte, Portalis, consulté, conseille « de détruire jusque dans leurs germes les espérances chimériques d'une ancienne famille, moins préoccupée de recouvrer ses titres que de faire revivre les abus qui les lui ont fait perdre. »
Membre de la Légion d'honneur le 1er vendémiaire an XII, Grand officier de l'ordre le 25 prairial suivant, et Grand aigle le 13 pluviôse an XIII, Portalis est nommé, le 9 juillet 1804, ministre des Cultes.
En 1803, il entre à l'Institut de France, s'occupe de la réorganisation de ce corps, et compose en cette qualité L'Éloge de l'avocat général Séguier.
Atteint alors d'une cécité presque complète, en 1806 il se fait opérer de la cataracte par le chirurgien célèbre Joseph Forlenze. L'opération a un succès instantané mais se révèle un échec. Cependant, Portalis s'exclama : « N'importe. J'ai pu voir mes petits-enfans! »
Il meurt sans avoir recouvré la vue définitivement, le 25 août 1807.
Son corps est déposé dans les caveaux du Panthéon (Paris) un jour seulement après ses obsèques.
Son fils (Joseph Marie), et son petit-fils ont publié un ouvrage posthume de lui : De l'usage et de l'abus de l'esprit philosophique durant le dix-huitième siècle (1820), et des Discours, rapports et travaux inédits.

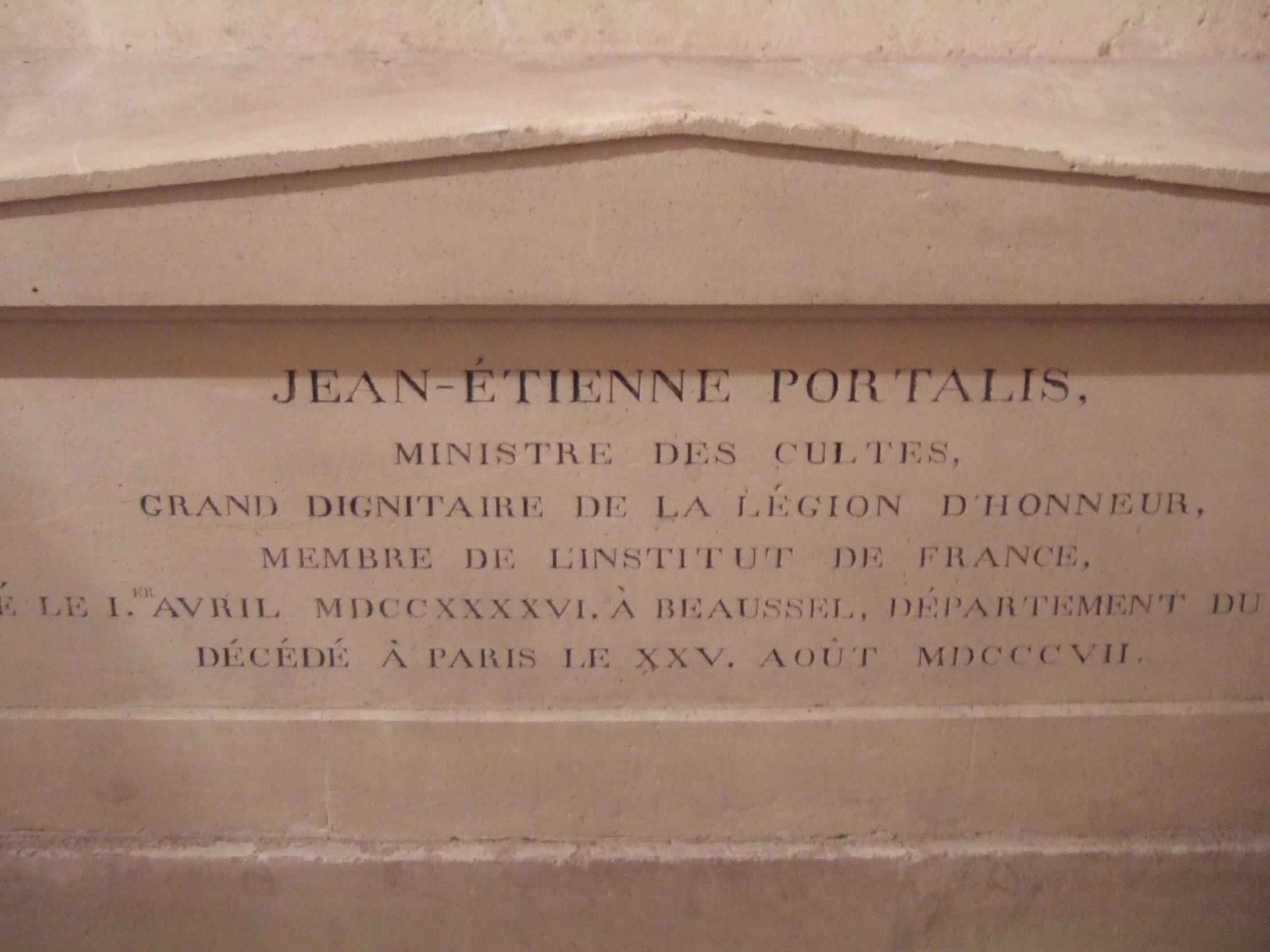
Tombeau de Portalis au Panthéon (Paris).

## Hommages
À Aix-en-Provence :

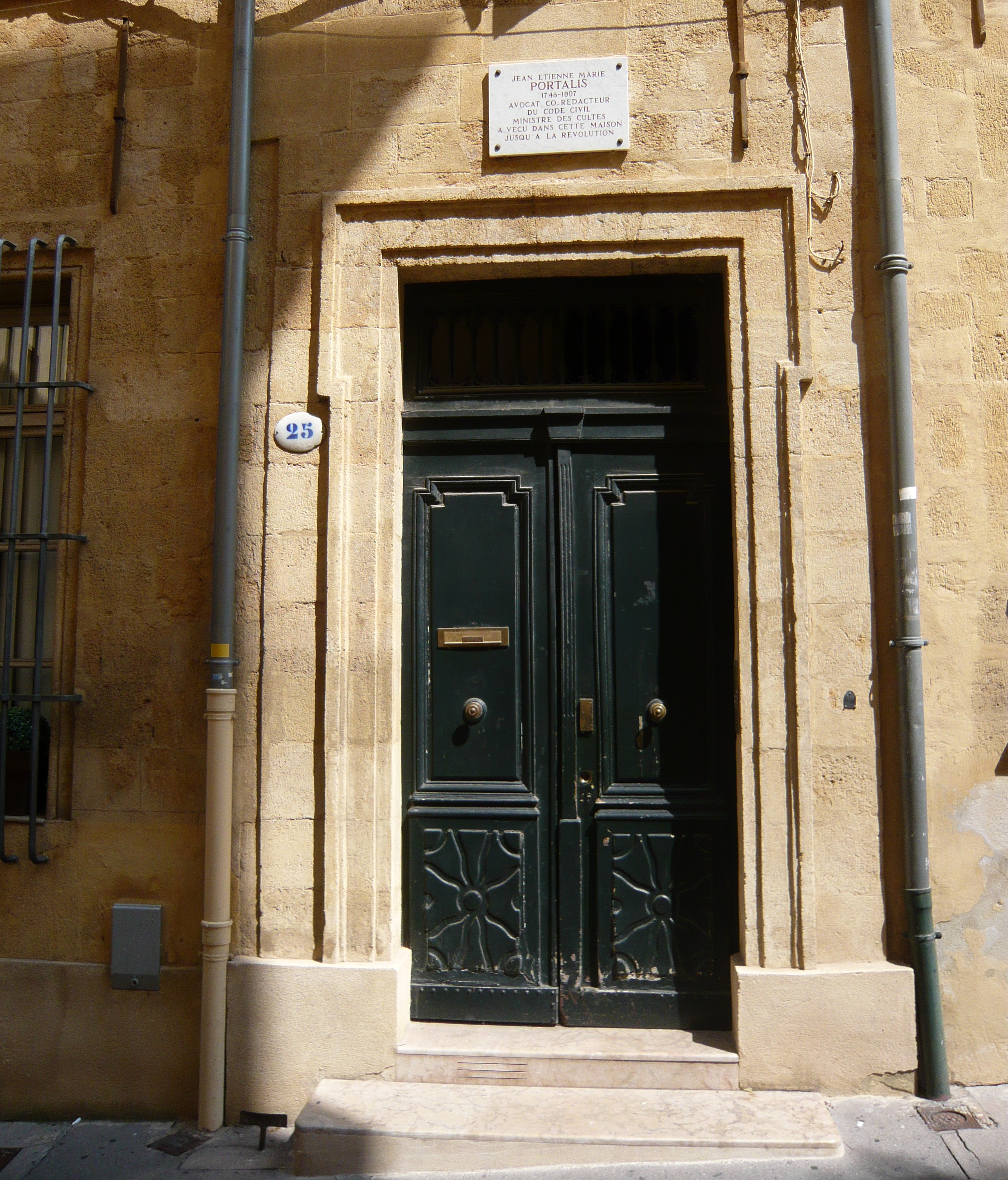
Plaque au 25 rue de l’Opéra à Aix-en-Provence.

- Une statue de Portalis par Joseph Marius Ramus en 1847 trône devant la cour d'appel.
- Une rue du centre historique porte son nom.
- Un des bâtiments de la faculté de Droit et le grand amphithéâtre portent le nom de Portalis.
- Un institut de la faculté de Droit porte le nom d'« Institut Portalis ».
- Une plaque apposée en façade du 25 rue de l'Opéra signale la maison dans laquelle Portalis a vécu jusqu'à la Révolution.
- La ville a célébré en septembre 2007 les 200 ans de la mort du juriste avec divers événements (conférences, théâtre, expositions, visites) durant un mois et demi.

Au Beausset :
- La rue où est né Portalis a pris son nom
- Un buste en marbre de Portalis par Louis Pierre Deseine est exposé depuis 1903 dans le hall d’honneur de l’hôtel de ville[10]

À Paris :

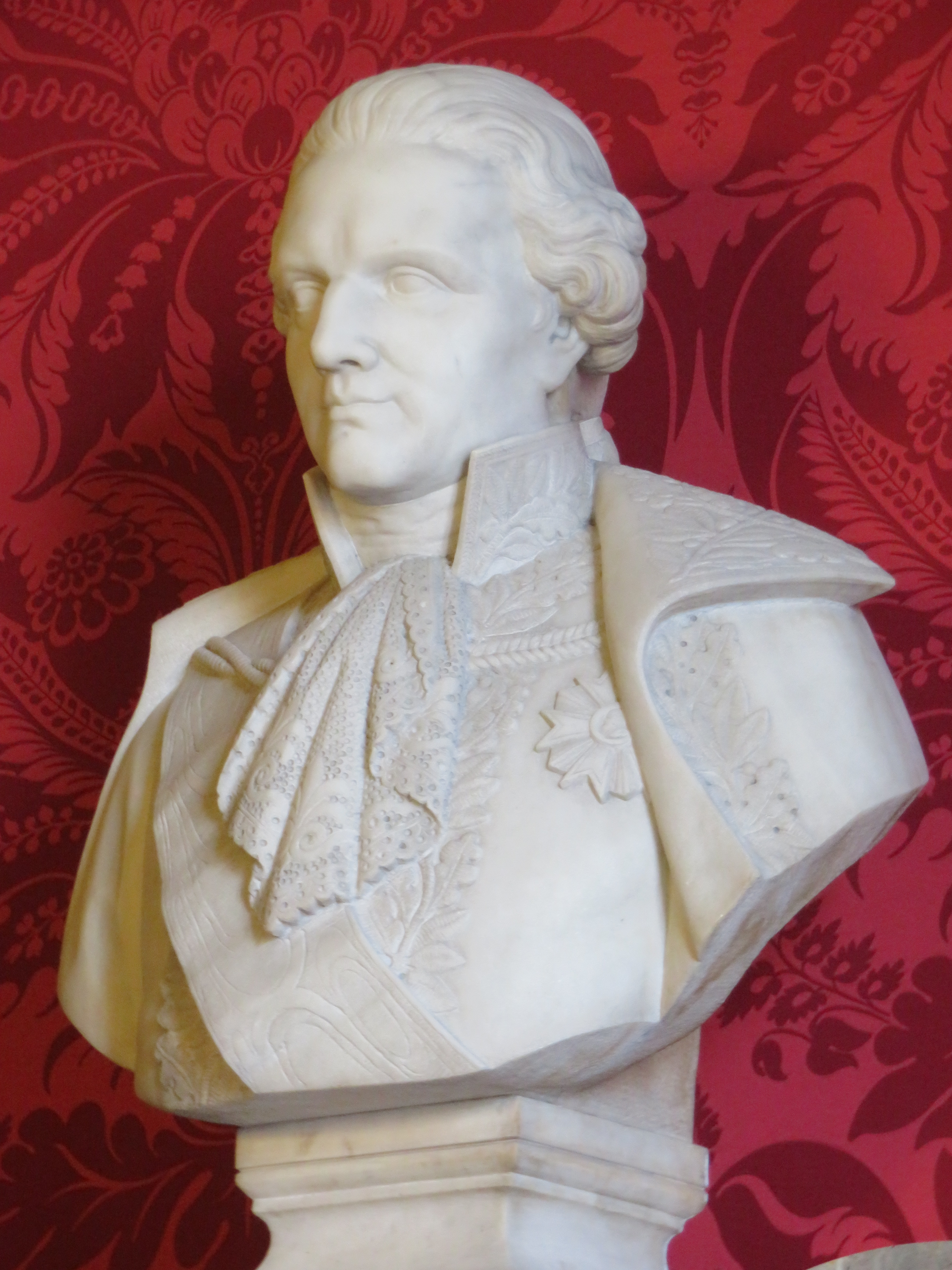
Buste de Portalis par Chambard dans la salle Pierre-Laroque du Conseil d’État au Palais-Royal.

- Il est inhumé dans le caveau V du Panthéon.
- Une statue en marbre de Portalis par Joseph Marius Ramus en 1843 est installée derrière le plateau du président de la salle des séances du Sénat au Palais du Luxembourg.
- Une statue en marbre de Portalis par Louis Pierre Deseine en 1812 est installée au salon Casimir-Perier de l’Assemblée Nationale au palais Bourbon[11].
- Une statue de Portalis par Chatrousse en 1877 est dans la salle des pas perdus du palais de Justice[12],[13].
- Un buste en marbre de Portalis par Joseph Osbach en 1877 se trouve dans la galerie des bustes de la Cour de Cassation[14].
- Un buste en marbre de Portalis par Louis Léopold Chambard en 1875 est dans la salle Pierre-Laroque du Conseil d’État au Palais-Royal[15].
- Un portrait en pied de Portalis peint par Alexandre Colin en 1842 est au Conseil d’Etat[16],[17].
- Une rue lui rend hommage à Paris 8e depuis 1867.

À Saint-Cyr-sur-Mer :
- Une place face à la mairie porte son nom

À Tours :
Une avenue porte son nom, elle est située dans le quartier des 2 Lions
À Versailles :
- Un portrait par Claude Gautherot en 1806 est au musée national du château de Versailles[18].
- Plusieurs estampes et dessins sont aussi au musée national du château de Versailles[19],[20],[21],[22],[23].

En Australie :
- L’Expédition Baudin donne le nom de Portalis à un cap situé sur la côte Ouest du Golfe Bonaparte vers l’emplacement de l’actuelle ville australienne de Port Neill[24],[25].

Autres représentations :
- Une lithographie de Portalis par Henri Félix Emmanuel Philippoteaux est publiée en pleine page de l’ouvrage “Le siècle de Napoléon” de 1846
- Une gravure de Portalis d’après un dessin de H. Rousseau est publiée dans l’”Album du centenaire, Grands hommes et grands faits de la Révolution française” en 1889
- En 1978, le Notariat français édite un jeton de notaire (médaille) en bronze ou argent à l’effigie de Portalis, gravé par Serge Santucci.

## Publications
- Consultation sur la validité du mariage des protestants en France (1770);
- De l'Usage et de l'abus de l'esprit philosophique durant le XVIIIe siècle (2 volumes, 1820);
- Écrits et discours juridiques et politiques, Aix-en-Provence : Presses universitaires d'Aix-Marseille (1988);
- Discours préliminaire au premier projet de Code civil, éditions Confluences, 22 décembre 1998, 78 pp. Collection : Voix de la Cité;
- Discours, rapports et travaux inédits sur le Code civil, Joubert (1844), 495 pp.[26]
- Discours prononcé lors de la présentation du projet de la commission du gouvernement, 1er ventôse an IX, Fenet, tome I, p. 476.

Tout ou partie de ses archives firent l'objet d'une vente publique à Marseille le 24 novembre 2012 (cf."Arts et métiers du livre" no 293 - novembre-décembre 2012, p. 83), qui comprenait entre autres son manuscrit de sa Validité des mariages des protestants en France), consultation juridique demandée par Choiseul qui fut admirée par Voltaire, les bouillons du Discours préliminaire au Code civil, et d'un discours de présentation sur l'organisation des Cultes (126 pages), ainsi qu'un "ensemble de correspondances et de rapports confidentiels".

## Citations
- La loi permet, ordonne ou interdit.
- L'expérience prouve que les hommes changent plus facilement de domination que de lois. (Discours préliminaire prononcé lors de la présentation du projet de Code civil)
- Nous appelons esprit révolutionnaire, le désir exalté de sacrifier violemment tous les droits à un but politique. (Discours préliminaire prononcé lors de la présentation du projet de Code civil)
- En matière criminelle, il faut des lois précises et point de jurisprudence. (Discours préliminaire prononcé lors de la présentation du projet de Code civil)
- Il faut toujours présumer le bien quand le mal n'est pas prouvé.
- Quand la raison n'a point de frein, l'erreur n'a point de bornes.
- Une loi n'est point injuste par cela seul qu'elle est répressive ; et il est souvent nécessaire que la loi soit répressive pour ne pas être insuffisante.
- Il ne faut point de lois inutiles, elles affaibliraient les lois nécessaires.
- Il est utile de conserver tout ce qu'il n'est pas nécessaire de détruire. (Discours préliminaire prononcé lors de la présentation du projet de Code civil)
- [le code civil] est un corps de lois destinées à diriger et à fixer les relations de sociabilité, de famille et d'intérêt qu'ont entre eux les hommes qui appartiennent à la même cité.
- Les lois sont faites pour les Hommes et non les Hommes pour les lois. (Discours préliminaire prononcé lors de la présentation du projet de Code civil)
- De bonnes lois civiles sont le plus grand bien que les hommes puissent donner et recevoir ; elles sont la source des mœurs, le palladium de la propriété et la garantie de toute paix publique et particulière : elles le maintiennent ; elles modèrent la puissance et contribuent à la faire respecter, comme si elle était la justice même. Elles atteignent chaque individu, elles se mêlent aux principales actions de sa vie et toujours elles font partie de sa liberté : enfin, elles consolent chaque citoyen des sacrifices que la loi politique lui commande pour la cité, en le protégeant, quand il le faut, dans sa personne et dans ses biens, comme s’il était, lui seul, la cité tout entière. (Discours préliminaire prononcé lors de la présentation du projet de Code civil)

## L'image dans la postérité
Dans Sade à l'ombre de la loi, le juriste et philosophe belge François Ost consacre la dernière partie de son ouvrage à un dialogue imaginaire sur la loi entre le marquis de Sade et Portalis.
Quelques biographies du célèbre juriste sont parues ces dernières années.